# 钟镇鲁都督墓
钟镇鲁都督墓，位于中国广东省河源市紫金县苏区乡小北岐山嶂枫树坪，为紫金县的一个县级文物保护单位，类型为古墓葬，公布时间为1987年6月。
钟镇鲁都督墓的历史年代为明代。